# Округ Лик (Мисисипи)
Лик (енгл. Leake County) је округ у америчкој савезној држави Мисисипи.

## Демографија
По попису из 2010. године број становника је 23.805, што је 2.865 (13,7%) становника више него 2000. године.
| Група             | 2000.          | 2010.          |
| Белци             | 11.631 (55,5%) | 11.611 (48,8%) |
| Афроамериканци    | 7.835 (37,4%)  | 9.654 (40,6%)  |
| Азијати           | 31 (0,1%)      | 50 (0,2%)      |
| Хиспаноамериканци | 440 (2,1%)     | 1.020 (4,3%)   |
| Укупно            | 20.940         | 23.805         |